# سفارة النرويج في إيران
سفارة النرويج في إيران هي أرفع تمثيل دبلوماسي لدولة النرويج لدى إيران. تقع السفارة في طهران وهي تهدف لتعزيز المصالح النرويجية في إيران.

## وصلات خارجية
- قائمة سفارات النرويج
- قائمة السفارات في إيران